# レイバー・デー (アメリカ合衆国)
レイバー・デー（英語: Labor Day）は、「労働者の日」の意で、アメリカ合衆国において連邦政府の祝日の一つで、9月の第1月曜日と定められている。
アメリカ合衆国で最初にレイバー・デーが祝われたのは、1882年9月5日、ニューヨーク市においてのことであった。1894年、プルマン・ストライキの際に、陸軍と連邦保安官の手で多数の労働者が殺害される事態に至った後、クリーブランド大統領は、労働者陣営との和解を最優先の政治課題とした。労働者たちとの衝突の激化が懸念される中、レイバー・デーを連邦の祝日とする法案は全会一致で議会を通過し、署名され、ストライキが終わったわずか6日後に、法として成立した。クリーブランドは、米国における労働者の祝日を、既に存在していた国際的な労働者の日であるメーデーと揃えるのは、ヘイマーケット事件に繋がることになると懸念していた。アメリカ合衆国を構成するすべての州は、20世紀のうちにレイバー・デーを州の祝日とした。
レイバー・デーの祝い方は、この祝日の最初の提案の中で、パレードを行うことで公衆に「同業者・労働組合の強さと団結精神」を示し、労働者とその家族の祝祭を行う、とその概要が説明されている。これはそのままレイバー・デーの祝事の標準的な形態となった。後には、著名人による演説が加えられるようになり、この祝日の経済的、公共的側面が強調されるようになっていった。1909年には、アメリカ労働総同盟（American Federation of Labor、AFL）の年次大会決議によって、レイバー・デー前日の日曜日を「レイバー・サンデー」とし、労働運動の精神的、教育的側面のための行事が行われるようになった。
多くのアメリカ人にとって、レイバー・デーは伝統的に、夏の終わりを象徴するものである。レイバー・デーは、休養とパレードの日と見なされていることが多い。演説や政治的示威行動は、他の国々のメーデーのように目立つものではないが、労働団体が組織する行事では、政治的テーマが掲げられたり、選挙の年に候補者が登場したりすることもある。祝事の一環として、ピクニック、バーベキュー、花火、水上スポーツ、芸術イベントなどが行われることもある。学校に通う子供がいる家庭にとっては、夏休み最後の旅行の機会となる。また、若者にとっては、新学年で学校に戻る前の最後のパーティーの機会がある週末でもある。ただし、実際に学校が始まる時期は、近年では多様になりつつある。
米国のスポーツにおいて、レイバー・デーはアメリカンフットボールのシーズンの始まりを告げるものであり、NFLとカレッジフットボールがこの前後に開幕する。全米大学体育協会（NCAA）所属のチームは、ほとんどが最初のゲームをレイバー・デーの直前の週に行い、NFLは伝統的にレイバー・デーの翌日にあたる火曜日に開幕戦を行う。
1950年から2004年までは、レイバー・デーには、NASCARのレースの一つ「Southern 500」が開催されていた。